# Patriasdorf
Patriasdorf ist eine Katastralgemeinde und ein Stadtteil der Bezirkshauptstadt Lienz in Osttirol. Patriasdorf war bis 1939 eine selbständige Gemeinde und wurde im Zuge der Verwaltungsreform nach dem Anschluss Österreichs an das Deutsche Reich mit Lienz vereinigt. In der Katastralgemeinde liegen die markanten Gebäude Schloss Bruck sowie das BKH Lienz und Teile des Wohn- und Pflegeheimes, während die Stadtpfarrkirche St. Andrä bereits Teil der Katastralgemeinde Lienz ist. Die Ortschaft Patriasdorf hat 282 Einwohner (Stand 1. Jänner 2024).

## Geschichte
Patriasdorf wird ersturkundlich im Traditionsbuch des Hochstifts Brixen in einer Aufzeichnung von ca. 1075–1090 als „villa patriarchę“ genannt. Die Namensform „villa Patriarchsdorf“ begegnet erstmals im Jahr 1197 in einer Urkunde des Grafen Heinrich IV. von Lechsgemünd-Matrei. Im Jahr 1277 ist in Bozen mit „Vriçus de Patriarchesdorf“ (Fritz von Patriasdorf) ein aus Patriasdorf stammender Bewohner namentlich bezeugt. Der Ortsname nimmt auf das Patriarchat Aquileia Bezug, das hier seit dem frühen Mittelalter besitzmäßig und diözesanrechtlich verankert war.